# Deutsches Museum
Het Deutsches Museum (officiële naam: Deutsches Museum von Meisterwerken der Naturwissenschaft und Technik) in München is een museum voor de geschiedenis van de techniek en natuurwetenschap. Het Deutsches Museum werd gesticht in 1903 door de Duitse ingenieur Oskar von Miller. De hoofdvestiging bevindt zich op het Museumsinsel in de rivier de Isar. Het museum heeft dependances in het Münchense Verkehrszentrum bij de Theresienhöhe (2003), de Flugwerft te Oberschleißheim op het voormalige vliegveld aldaar, en het Deutsches Museum Bonn (1996). Met 1,2 miljoen voorwerpen is het Deutsches Museum 's werelds grootste techniekmuseum.

## Geschiedenis
Von Miller had in 1878 in Londen het Science Museum bezocht. Nadien had hij in Duitsland verschillende technische tentoonstellingen georganiseerd. Zijn plan voor een technologisch museum presenteerde hij in 1903 op een vergadering van de Verein deutscher Ingenieure. Deze vereniging, bekende wetenschappers en persoonlijkheden als Wilhelm Röntgen, Max Planck en Gustav Krupp, prins-regent Luitpold van Beieren en de stad München steunden zijn initiatief financieel en met toezeggingen voor passende ruimtes. In 1906 begon de bouw van het Deutsches Museum naar ontwerp van Gabriel von Seidl. Pas in 1925 was dit gebouw gereed; de grootscheepse toepassing van gewapend beton was een novum voor die tijd. Tot die tijd was het museum onder ander ondergebracht in het Bayerisches Nationalmuseum, in de ruimtes waar nu het Museum für Völkerkunde is gevestigd, en in een kazerne. Vele honderdduizenden bezochten vanaf 1925 jaarlijks dit museum. Het initiatief voor een dergelijk museum vond navolging in het Museum for Science and Industry in Chicago en een techniekmuseum in Stockholm.
Gedurende de nazitijd maakte Fritz Todt deel uit van de museumstaf. In deze periode groeide het museum nauwelijks, op de automobielafdeling na die in 1937 werd geopend. Bij bombardementen in 1944 werd 80 procent van de museumruimtes verwoest, maar omdat de collecties grotendeels tijdig waren weggehaald, werd slechts 20 procent van de collecties vernietigd. In november 1945 ging het museum weer open, maar het duurde tot 1965 eer de totale tentoonstellingsruimte weer op het vooroorlogse peil was. In 1969 toonde het museum een model op ware grootte van de Apollo 8. Begin jaren tachtig raakten bij een brand vele voorwerpen beschadigd. De totale oppervlakte van het museum bedroeg in 1993 55.000 vierkante meter. In de jaren negentig werd besloten tot de opening van nieuwe vestigingen in en bij München. In Bonn kwam in 1996 een tweede Deutsches Museum voor de technologie na 1945.

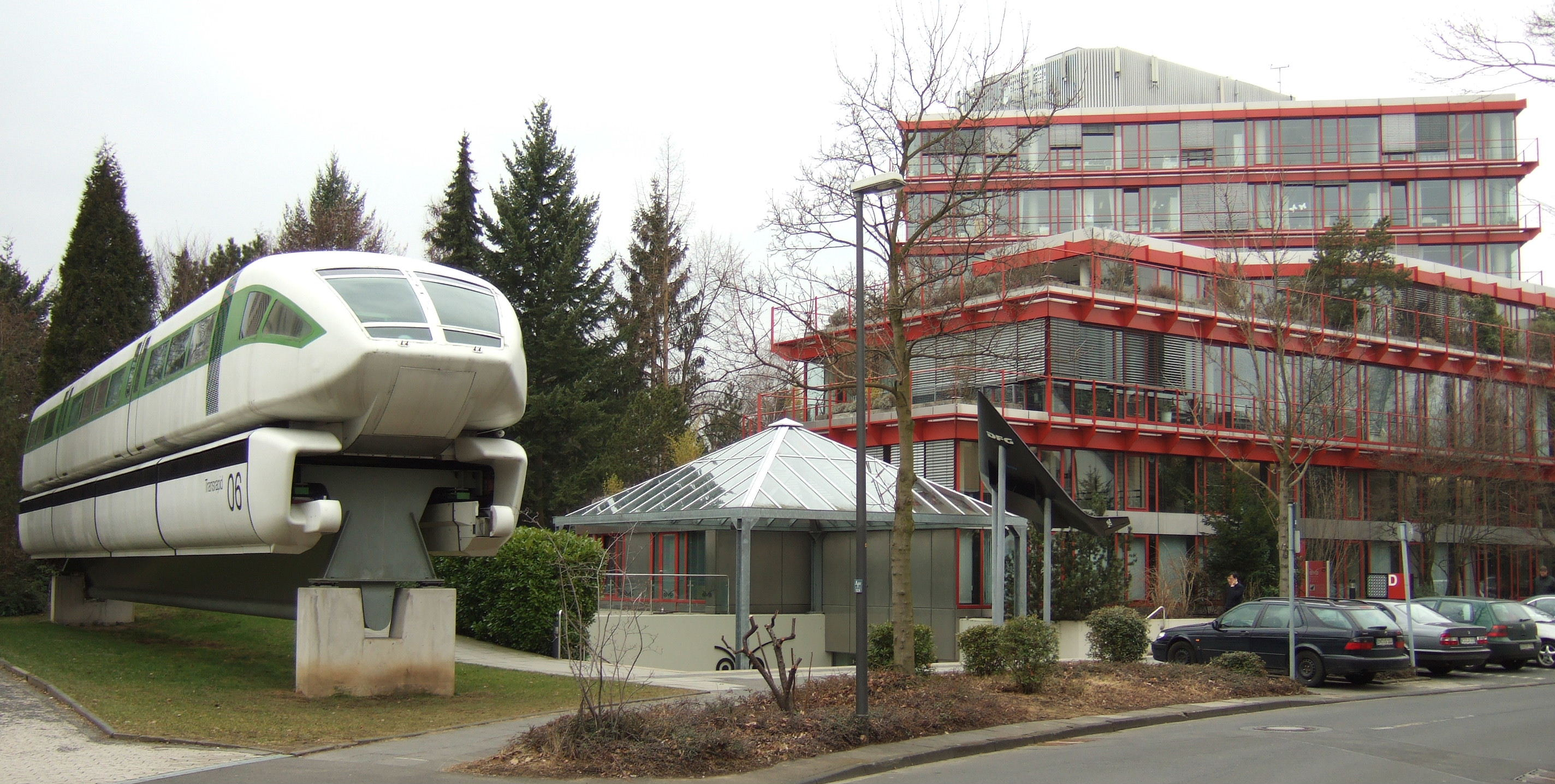
Het Deutsches Museum Bonn

## Collecties
De verzamelingen van het Deutsches Museum zijn zeer uitgebreid en bestrijken vele terreinen van de natuurwetenschappen en technologie in de breedste zin van deze termen. Er is bijvoorbeeld een grote collectie historische muziekinstrumenten. Er zijn vaste opstellingen over metallurgie, geodesie en hydraulica, maar ook een presentatie over de geschiedenis van het schrift. Ruimtevaart, vliegtuigbouw, treinen, keramiek, tunnelbouw, farmacie, papier en telecommunicatie ontbreken niet. Er is een planetarium en een IMAX-bioscoop. Bijzonder is verder de nagebouwde prehistorische grot van Altamira. Het Deutsches Museum bezit net als het Leidse Rijksmuseum Boerhaave een van de weinige overgebleven zilveren microscopen die Antonie van Leeuwenhoek maakte.